# Пазушино
Пазушино — село в Ярославском районе Ярославской области России. 
В рамках организации местного самоуправления входит в Кузнечихинское сельское поселение; в рамках административно-территориального устройства относится к Рютневскому сельскому округу. 

## География
Расположено в 6 км на северо-запад от центра поселения деревни Кузнечиха и в 12 км к северу от центра города Ярославль, примыкает к микрорайону Ярославля Резинотехника.

## История
Вотчинный храм во имя иконы Казанской Божией Матери известной дворянской фамилии - Обресковых был построен в конце XVII века. Каменная церковь села Пазушина воздвигнута в 1780 году и заключала в себе пять престолов: Воскресения Христова, Архистратига Михаила, Св. и чуд. Николая, Св. вмч. Димитрия и Казанской Божией Матери.
В конце XIX — начале XX века село входило в состав Толгобольской волости Ярославского уезда Ярославской губернии. В 1883 году в селе было 60 дворов.
С 1929 года село являлось центром Пазушинского сельсовета Ярославского района, с 1954 года — в составе Рютневского сельсовета, с 2005 года — в составе Кузнечихинского сельского поселения.

## Население
| 1859 | 2007 | 2010 |
| ---- | ---- | ---- |
| 271  | ↘87  | ↘61  |

## Достопримечательности
В селе расположены действующие Церкви Воскресения Христова (1780) и Казанской иконы Божией Матери (1695), памятник воинам Великой Отечественной войны.